# Lokaksema

Lokaksema (Chinês: 支婁迦讖 Zhī Lóujiāchèn， às vezes abreviado para 支讖 Zhī Chèn; ca. 147). Seu nome significa, em sânscrito, "bem estar do mundo". Foi um dos mais antigos monges budistas na China, tendo traduzido os sutras Mahayana para o Chinês.

## Biografia
Lokaksema nasceu em Gandara, numa época em que o Budismo era patrocinado ativamente pelo rei Canisca I (r. 127–150) do Império Cuchana. Foi esse rei que reuniu o Quarto Concílio Budista, em decorrência do qual processou-se a separação formal entre o Budismo de Nikaya e o Budismo de Mahayana. 
Tudo indica que Canisca não era mal disposto em relação ao Budismo Mahayana, uma vez que favoreceu as atividades missionárias de seus monges na China, um dos quais foi Lokaksema. 
Lokaksema veio de Gandara para Loyang, a capital da Dinastia Han, e trabalhou lá entre 178 e 189. Sendo um monge erudito muitas traduções de importantes textos do Budismo Mahāyāna para o chinês lhe são atribuídas, dentre outros o Sutra Prajñāpāramitā [aṣṭasāhasrikā prajñāpāramitā], conhecido como "Prática do Caminho" (Dào Xíng Bānruò Jīng 道行般若經), e o Sutra Pratyutpanna [pratyutpanna-buddha-saṃmukhāvasthita-samādhi-sūtra  - (Bān Zhōu Sānmèi Jīng 般舟三昧經)].